# ホセ・ベタンセス
ホセ・ダニエル・ベタンセス（Jose Daniel Betances、1999年10月17日 - ）は、ドミニカ共和国サルセド出身のプロ野球選手（投手・育成選手）。右投右打。阪神タイガース所属。

## 経歴

### プロ入りとアストロズ傘下時代
2017年7月2日にヒューストン・アストロズとマイナー契約を交わしプロ入り。
2020年までルーキー級ドミニカン・サマーリーグ・アストロズでプレーした（2020年はCOVID-19による影響のためマイナーリーグの試合が開催されなかった）。
2021年にA級ファイエットビル・ウッドペッカーズに昇格すると、2022年には主にA+級アッシュビル・ツーリスツでプレーし、1試合のみではあったがAA級コーパスクリスティ・フックスでも登板した。
2023年もA級アッシュビルとA+級コーパクリスティでプレーしたが、合計14試合に登板して0勝1敗1セーブ、防御率8.79という成績に終わり、6月26日にFAとなった。

### 独立リーグ時代
2023年7月13日にアメリカン・アソシエーションのゲーリー・サウスショア・レイルキャッツと契約した。

### 阪神時代
2024年2月29日、NPBの阪神タイガースと育成契約で合意したことが発表された。背番号は131。推定年俸は300万円。同年のウエスタン・リーグでは25試合に登板し、1勝2敗、防御率4.18という成績だった。シーズン後に行われた紅白戦で最速161km/hを計測した。
2025年1月27日、春季キャンプの宜野座組（一軍）スタートが発表された。

## 詳細情報

### 背番号
- 131（2024年[6] - ）